# Site de backup
Os sites de backups ou sites de recuperação de área de trabalho é um site onde uma organização pode ser realocada após um desastre, como uma inundação, uma ameaça terrorista, um incêndio ou outro fênomeno perturbador, sendo parte integrante do plano de recuperação de desastres e uma forma de planejamento mais amplo da continuidade dos negócios de uma organização.

## Classificação

### Cold Site
Em simples palavras, cold site é a uma espaço que provê funcionalidades básicas, como: piso elevado, ar condicionado, energia, linhas de comunicação, etc. Em caso de ocorrer algum incidente e a operação de negócio potencialmente ser paralisada por algum tempo, então, essa instalação poderá ser utilizada.

### Warm Site
É uma instalação de contingência intermediária entre o cold site e o hot site.
O warm site mantém uma infraestrutura mínima/reduzida em relação ao site primário, ao qual há constante atualização das informações para este site reduzido ou é idealizado para rapidamente serem restaurados os backups do site principal.

### Hot Site
É um ambiente de processamento de dados secundário, distanciado do Datacenter primário, que espelha todos os equipamentos de TI, que interligados de forma redundante e contingencial com o site primário, opera de forma a manter todos os dados originais da instituição replicados no site oposto, passíveis de serem prontamente utilizados em caso de desastre.

### Alternate Site
O site alternativo é outra instalação ao qual o negócio poderá ser transferido em caso de necessidade.